# Reprezentacja Anglii w krykiecie mężczyzn
Reprezentacja Anglii w krykiecie mężczyzn – drużyna sportowa krykieta, reprezentująca Anglię i Walię (do roku 1992 również Szkocję) w meczach i turniejach międzynarodowych. Za jej funkcjonowanie odpowiedzialny jest England and Wales Cricket Board.
Krykiet jest dyscypliną, która wywodzi się z Wielkiej Brytanii. Podobną do krykieta grę uprawiano tam już w XIII wieku. Anglicy rozpowszechnili także krykiet w swoich koloniach: w Indiach, Australii i na Karaibach. Reprezentacji Anglii jest trzykrotnym wicemistrzem świata z lat 1979, 1987 i 1992 oraz aktualnym mistrzem świata z 2019. Do tej pory mistrzostwa świata pięciokrotnie rozgrywano w Anglii. Jest także dwukrotnym wicemistrzem ICC Champions Trophy oraz  mistrzem i aktualnym wicemistrzem ICC World Twenty20.

## Udział w imprezach międzynarodowych

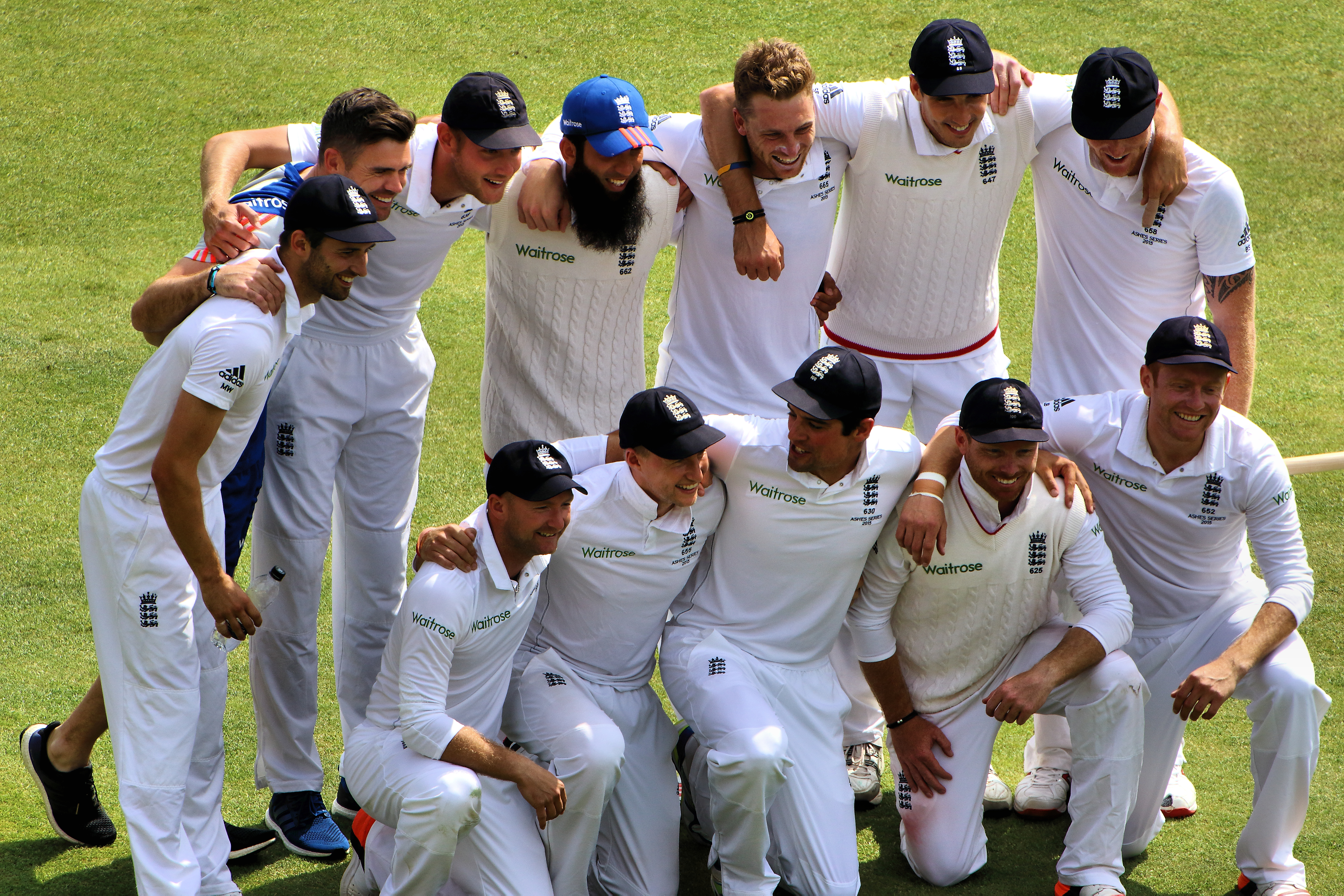
Reprezentanci Anglii po zwycięstwie na Australią w The Ashes w 2015 r.

### Mistrzostwa świata
| Udział w mistrzostwach świata | Udział w mistrzostwach świata |
| Rok                           | Wynik                         |
| ----------------------------- | ----------------------------- |
| 1975                          | Półfinał                      |
| 1979                          | Wicemistrzostwo               |
| 1983                          | Półfinał                      |
| 1987                          | Wicemistrzostwo               |
| 1992                          | Wicemistrzostwo               |
| 1996                          | Ćwierćfinał                   |
| 1999                          | Faza grupowa                  |
| 2003                          | Faza grupowa                  |
| 2007                          | Super 8                       |
| 2011                          | Ćwierćfinał                   |
| 2015                          | Faza grupowa                  |
| 2019                          | Mistrzostwo                   |
| 2023                          | –                             |

### ICC Champions Trophy
(rozgrywane jako ICC Knockout w 1998 i 2000 r.)
| Udział w ICC Champions Trophy | Udział w ICC Champions Trophy |
| Rok                           | Wynik                         |
| ----------------------------- | ----------------------------- |
| 1998                          | Ćwierćfinał                   |
| 2000                          | Ćwierćfinał                   |
| 2002                          | Faza grupowa                  |
| 2004                          | Wicemistrzostwo               |
| 2006                          | Faza grupowa                  |
| 2009                          | Półfinał                      |
| 2013                          | Wicemistrzostwo               |
| 2017                          | Kwalifikacja                  |

### ICC World Twenty20
| Udział w ICC World Twenty20 | Udział w ICC World Twenty20 |
| Rok                         | Wynik                       |
| --------------------------- | --------------------------- |
| 2007                        | Super 8                     |
| 2009                        | Super 8                     |
| 2010                        | Mistrzostwo                 |
| 2012                        | Super 8                     |
| 2014                        | Super 10                    |
| 2016                        | Wicemistrzostwo             |
| 2020                        | –                           |